# Темптрис
Темптрис (англ. Temptress, род. 18 апреля 1977 года) — американская порноактриса.

## Биография
Темптрис родилась в Калифорнии, потом переехала в Аризону, где танцевала в местном стрип-клубе. Позже она оказалась в Лос-Анджелесе, где работала в Body Shop. Подумывая начать работать в порноиндустрии, она снялась в порноролике, который попал на глаза президенту и владельцу Wicked Pictures Стиву Оренштайну и он подписал с ней эксклюзивный контракт. С тех пор она снялась во множестве фильмов компании, включая Eros, Wicked Temptress, Spellbound, Working Girl и It Had To Be You.
В 2001 году в интервью Мартину Эмису она рассказала, что не планирует сниматься в сценах анального секса, хотя руководство компании уговаривает её на это: «Они продолжают склонять меня на это. Вы знаете, как это бывает, — просто палец или язык. Или немного больше — просто верхушку. Но я не хочу этого. Раньше я говорила, что не буду сниматься в сценах с окончанием на лицо. Но сейчас я снимаюсь в таких». Она также рассказала, что она больше ни с кем не встречается, так как это создаёт проблемы в жизни. И всё, что у неё есть, — это секс в фильмах.

## Награды и номинации
| Год  | Премия         | Результат | Категория | Работа              |
| ---- | -------------- | --------- | --- | ------------------- |
| 1999 | AVN Award      | Номинация | Лучшая новая старлетка                                                                                                |                     |
| 2000 | AVN Award      | Номинация | Лучшая сцена группового секса, Фильм (с Азелой Антистией, Хершел Сэвидж и Крисом Кэнноном)                            | Trial By Copulation |
| 2000 | Hot d’Or Award | Номинация | Лучшая новая американская старлетка                                                                                   | н/д                 |
| 2001 | AVN Award      | Номинация | Лучшая сцена лесбийского порно — Видео (с Брук Хантер, Фелисией, Эйнджел Саммерс, Сидни Стил, Инари Вэш и Дэйзи Чейн) | Car Wash Angels 2   |
| 2001 | AVN Award      | Номинация | Лучшя сцена парного секса — Видео (с Рэнди Спирсом)                                                                   | Spellbound          |
| 2001 | Hot d’Or Award | Номинация | Лучшая американская актриса                                                                                           | Trial By Copulation |